# Vossius Gymnasium
Het Vossius Gymnasium is een openbaar categoriaal gymnasium in Amsterdam-Zuid. Het is opgericht in 1926 en vernoemd naar Gerardus Vossius.

## Kenschets
Het Vossius is een betrekkelijk kleine school met zo'n 800 leerlingen. In aanvulling op de klassieke talen wordt ook het vak klassieke culturele vorming (KCV) gegeven, met als hoogtepunt een reis naar Rome in de vijfde klas. De school kent een strikte toelatingsprocedure, omdat de school vanwege de grootte van het (onlangs verbouwde) gebouw niet verder kan groeien. Aan het begin van de 21e eeuw is het een enkele keer voorgekomen dat er moest worden geloot. De school organiseert vele jaarlijkse festiviteiten, zoals het Café Chantant, een tweedaagse culturele avond, en het Paastoernooi: een sporttoernooi waarbij zowel de klassen uit de onderbouw als uit de bovenbouw het tegen elkaar opnemen (met uitzondering van leerlingen in het 6e jaar in verband met de eindexamens). Er zijn twee schoolkranten: het officiële orgaan Vulpes met bijdragen van school en leerlingen en het uitsluitend door leerlingen geschreven Aloopex, die tijdens Paastoernooien en lustra ook een journaal maakt. Verder zijn er een schoolorkest, een bigband, een jaarlijks toneelstuk en de Bond, bestaande uit een praeses, abactis, questor en twee assesoren, leerlingen uit de vijfde klas, die feesten en toernooien organiseert. De school heeft ook een organisatie voor oud-leerlingen en oud-medewerkers, genaamd De Oude Vos. Elke vijf jaar is er een lustrumviering.

## Schoolgebouw
In 1926 besloot het Amsterdamse gemeentebestuur door de toenemende belangstelling voor gymnasiaal onderwijs een tweede openbaar gymnasium op te richten. Het bestaande Stedelijk Gymnasium kreeg de naam Barlaeus Gymnasium en het nieuwe de naam Vossius Gymnasium. Casparus Barlaeus en Vossius waren beiden hoogleraar geweest in de zeventiende eeuw aan het Atheneum Illustre, de voorloper van de Universiteit van Amsterdam. Het nieuwe gymnasium werd de eerste jaren ondergebracht in een schoolgebouw aan de Pieter Lodewijk Takstraat.
Nico Lansdorp (1885-1968) werd aangezocht als architect voor het nieuwe schoolgebouw. Het werd een "paleis" in een verstrakte variant van de Amsterdamse School-architectuur met ruime hallen en trappenhuizen, centrale verwarming (een noviteit), twee gymnastieklokalen met douches en een theater-achtige aula met een muurschildering met Griekse opschriften, gemaakt door de tekenaar, schilder en lithograaf Leo Visser (1880-1950). Het gebouw is literair beschreven in de roman De avonden van oud-leerling Gerard Reve. De oud-leerling Richter Roegholt publiceerde een artikel over de architect en dit gebouw (zijn "laatste school"). In 2001 werd het gebouw ingrijpend gerenoveerd onder begeleiding van de architect Ronald van der Voort, met behoud van het oorspronkelijke monumentale karakter.
Op 11 Februari 2019 brak in de kantine van de school een brand uit door een defect in een lichtdimmer. In de kantine en in het bovenliggende kantoor is brandschade vastgesteld. In meerdere klaslokalen is sprake van blus- en onderzoekschade.

## Galerij

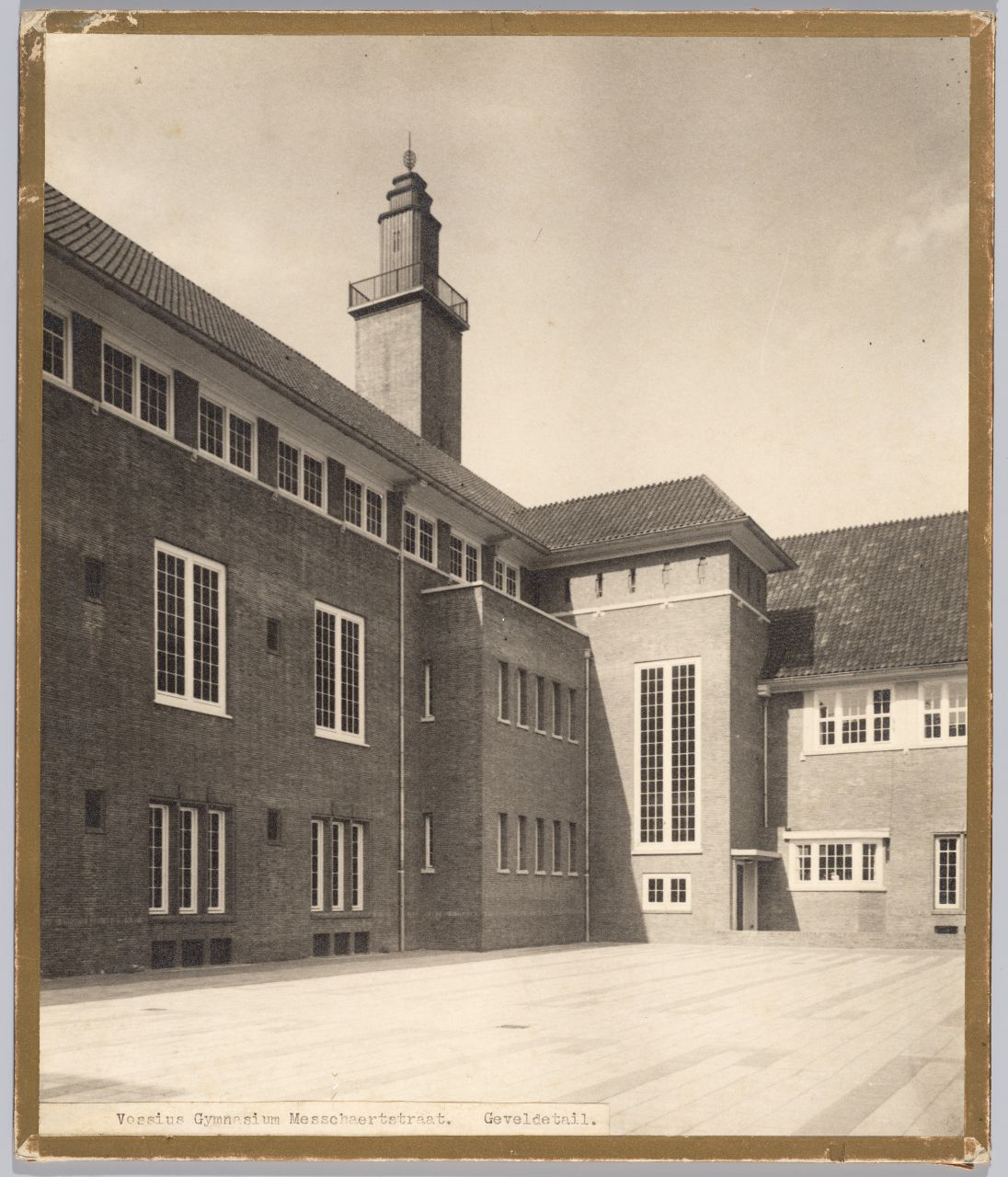
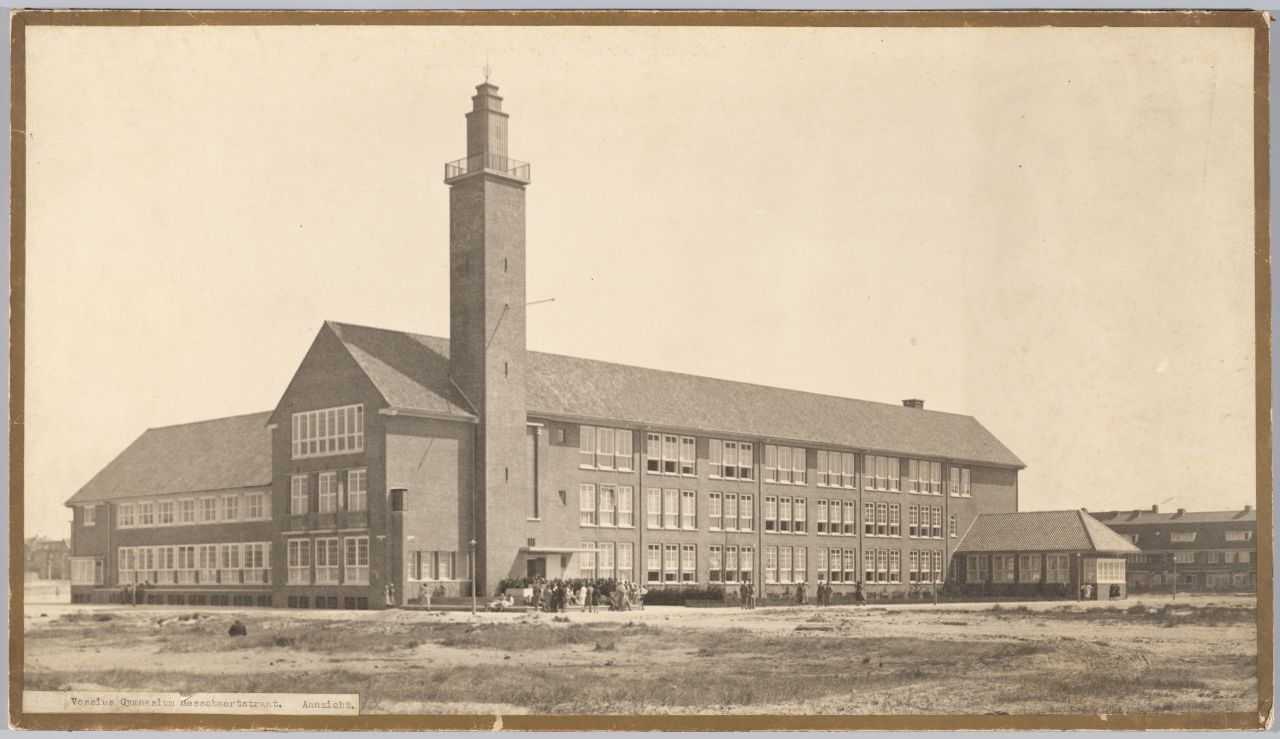
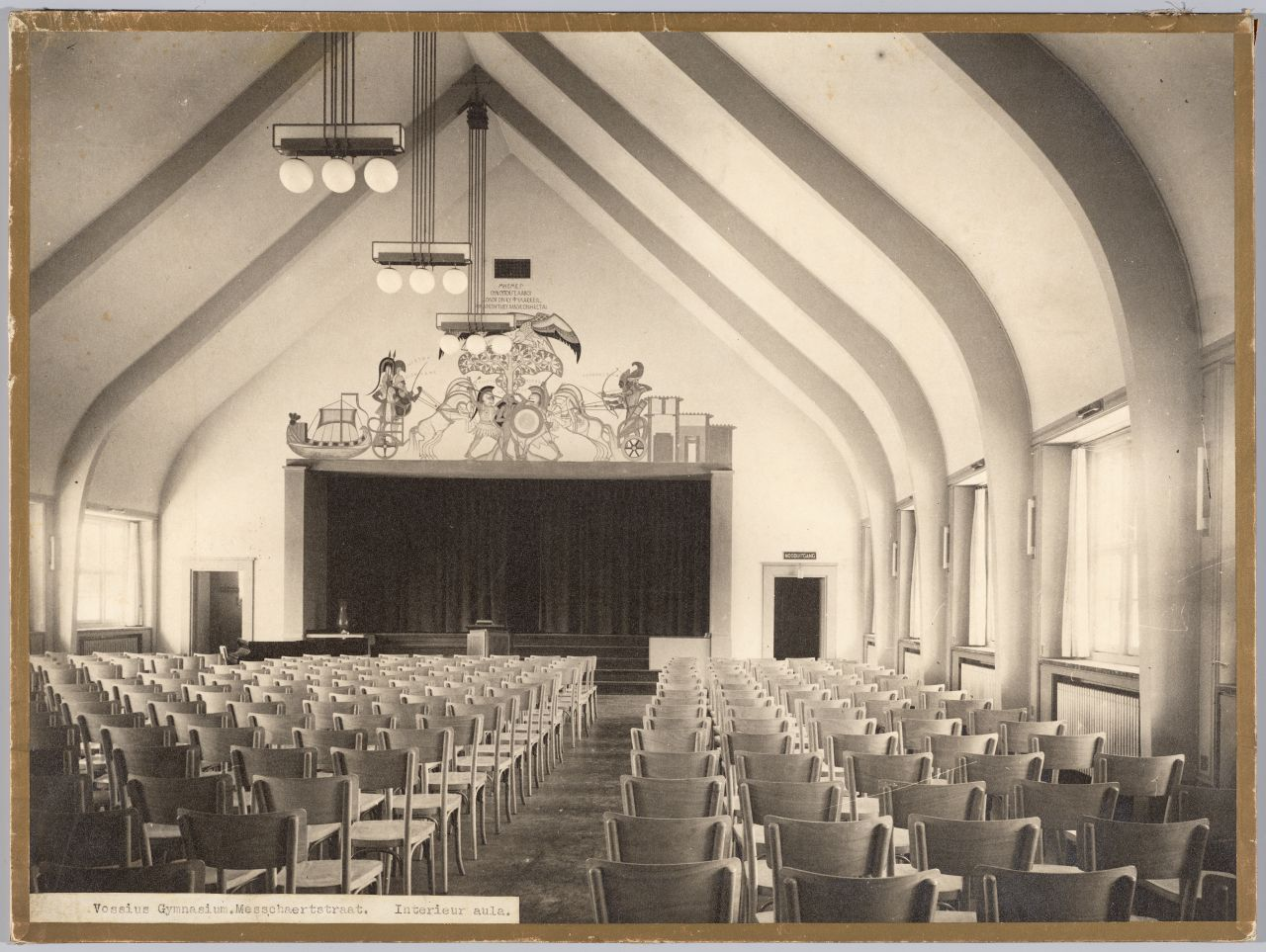
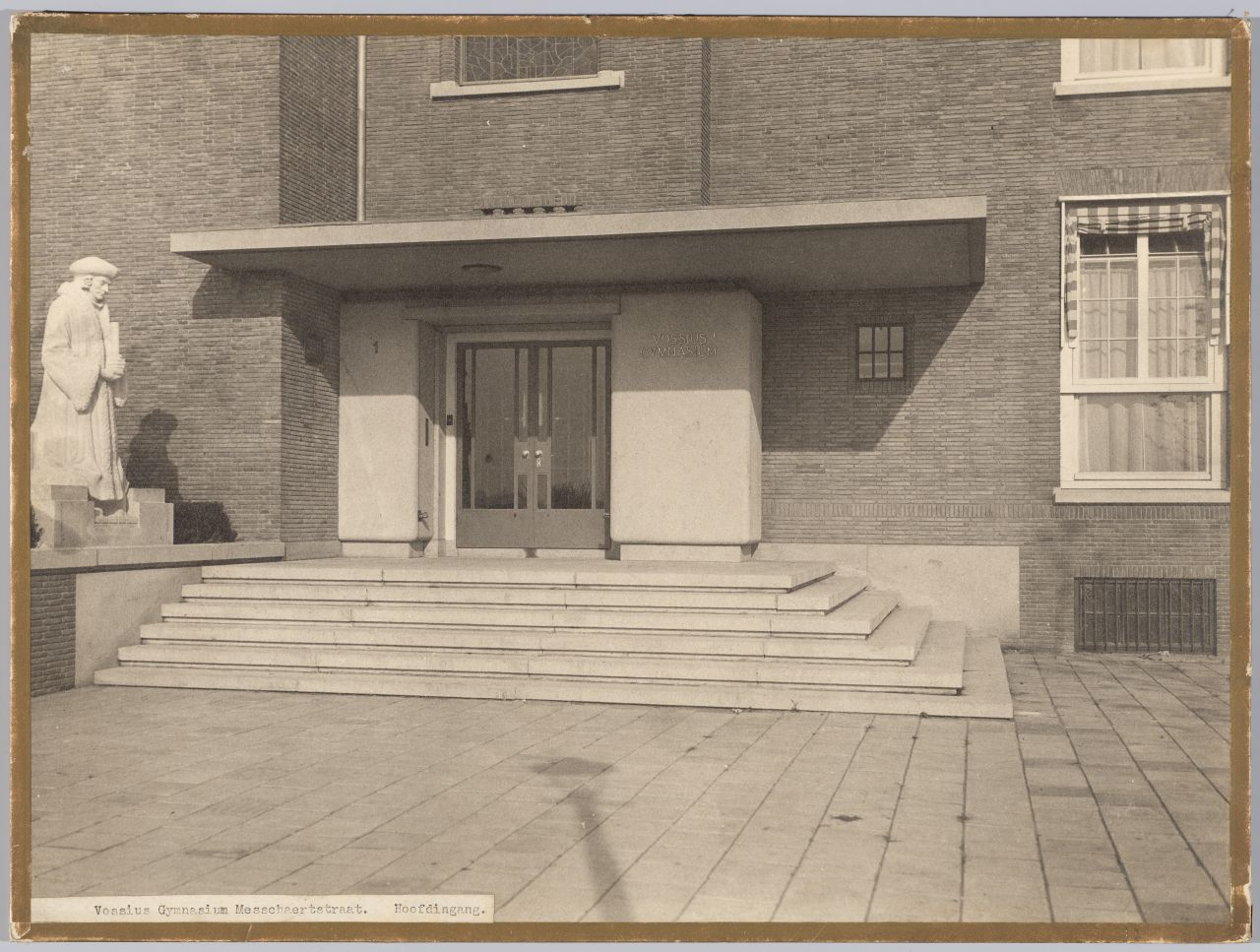

Het schoolgebouw kort na de bouw

## Schoolplan en beoordeling
Het Vossius heeft begin 2020 een het Schoolplan 2020-2023 vastgesteld. In dit schoolplan wordt veel aandacht besteed aan het bevorderen van de doorstroom in de onderbouw en aan kwaliteitszorg op school. De school wil het naschoolse aanbod continueren en voortgaan met het ontwikkelen van onderzoeksvaardigheden van leerlingen. Het plan voorziet in het wegnemen van beperkingen bij het combineren en kiezen van vakken in de bovenbouw. Voor de onderbouw is een doorlopende leerlijn informatica gepland.
De Onderwijsinspectie concludeert in haar in mei 2021 vastgestelde vierjaarlijkse onderzoek dat de school voldoende presteert op vrijwel alle aspecten van het toezichtskader. De indicatoren:  zicht op ontwikkeling en begeleiding,
didactisch handelen, extra ondersteuning, onderwijstijd, toetsing en afsluiting, veiligheid, onderwijs resultaten van de bovenbouw en de examencijfers liggen ruim boven de inspectienorm. Ook de indicatoren onderwijspositie en onderbouwsnelheid zijn voldoende. Op het vlak van kwaliteitszorg en ambitie concludeert de Inspectie dat er onder de huidige rector voldoende aan onderwijsontwikkeling wordt gewerkt, maar dat de kwaliteitszorg systematischer kan en dat er meer vanuit gezamenlijkheid moet worden gewerkt. 
Het kwaliteitsoordeel van het Vossius is voldoende.

## Lotingsproblematiek
In de jaren 90 werden de categorale gymnasia bedreigd met sluiting. Later is de populariteit van de gymnasia in Amsterdam explosief gestegen. Daarom zijn er in 2005 twee extra gymnasia in Amsterdam opgericht, namelijk Het 4e Gymnasium en het Cygnus Gymnasium. Het 4e Gymnasium werd mede door het Vossius in het leven geroepen. Op de school werkt een groot aantal docenten dat afkomstig is van het Vossius.
De populariteit van het gymnasium bleef stijgen. Voor het schooljaar 2009-2010 was het Vossius het enige van de vijf Amsterdamse gymnasia dat zonder speciale maatregelen alle ingeschreven leerlingen een plaats kon bieden. Voor het schooljaar 2010-2011 werden 7 van de 134 op het Vossius Gymnasium ingeschreven leerlingen uitgeloot.

## Leerlingen, leraren en medewerkers

### Bekende oud-leerlingen
- Frits Barend, journalist en televisiepresentator
- Rudolf van den Berg, filmregisseur
- Joep Bertrams, cartoonist
- Jan Blokker, historicus en publicist
- Rob du Bois, componist en jurist
- Eduard Bomhoff, minister, columnist en hoogleraar
- Maarten Bon, componist en pianist
- Joop Braakhekke, kok
- Remco Campert, dichter, schrijver en columnist
- Aaf Brandt Corstius, auteur en columnist
- Rudolf Dekker, auteur en historicus
- Jan Doense, filmregisseur en -producent, organisator filmfestivals
- Sem Dresden, hoogleraar Franse letterkunde en auteur
- Marius Flothuis, componist
- Leo Frijda, auteur en verzetsstrijder
- Jessica Gal, judoka en arts
- Jenny Gal, judoka
- Annemarie van Gelder, auteur en journalist
- H.A. Gomperts, dichter, essayist, literair criticus en hoogleraar literatuurwetenschap
- Jaap Goudsmit, arts, viroloog en vooraanstaand aidsonderzoeker
- Jim de Groot, acteur en artiest
- Arnon Grunberg, auteur
- Daan Heerma van Voss, auteur
- Thomas Heerma van Voss, auteur
- Mischa Hillesum, pianist, componist
- Theodorus Jacobus Hondius, schrijver
- Ulli Jessurun d'Oliveira, hoogleraar privaatrecht
- Loe de Jong, historicus, directeur RIOD
- Stephane Kaas, filmmaker
- Roel Klaassen, honkbalinternational
- Willem Klein, wiskundig rekenkunstenaar
- David Koker, dichter
- Carl Koppeschaar, wetenschapsjournalist en auteur
- Rudy Kousbroek, auteur
- Gerrit Kouwenaar, dichter, schrijver, vertaler en journalist
- Mirko Krabbé, beeldend kunstenaar en ontwerper
- Babette Labeij, zangeres, zangcoach
- Hendrik Lenstra, hoogleraar wiskunde
- Anton Lubbers, hoogleraar privaatrecht
- Jaap van Meekren, journalist
- Hanny Michaelis, dichter
- Rogier van Otterloo, dirigent en componist
- Rob Oudkerk, huisarts, Tweede Kamerlid en wethouder PvdA Amsterdam
- Arie Pais, econoom, gemeenteraadslid PvdA Amsterdam, minister
- Bas Pollard, dirigent
- Gerard Reve, auteur
- Karel van het Reve, essayist en hoogleraar Slavische letterkunde
- Daniël de Ridder, voetballer
- Bart Riezouw, verzetsstrijder
- Richter Roegholt, historicus
- Rory Ronde, musicus
- Joyce Roodnat, schrijver en journalist
- Renate Rubinstein, publicist en auteur
- Edwin Rutten, acteur
- Carel Scholten, mathematicus en computerdeskundige
- Awraham Soetendorp, rabbijn
- Edo Spier, architect, journalist en politicus
- Constant Vecht, journalist en kunsthandelaar
- Erik Visser, historicus, redacteur Het Parool, Tweede Kamerlid D66
- Frans Vorstman, acteur
- Henri Wassenbergh, buitengewoon hoogleraar in lucht- en ruimterecht
- Roel Wever, politicus
- Miljuschka Witzenhausen, vj bij TMF
- Marcel Worms, pianist
- Mary Zeldenrust-Noordanus, psycholoog en voorzitter NVSH
- Hajo Hendrik Zwager, letterkundige

### Bekende (oud-)leraren
- Nicolaas Pieter Badenhuizen, hoogleraar biologie
- D.A.M. Binnendijk, dichter
- Onno Damsté, classicus en publicist
- Lea Dasberg, pedagoge en historica, hoogleraar historische pedagogiek
- Elly Jaffé-Freem, vertaler Franse literatuur en publicist
- Arnold Heertje, hoogleraar economie en publicist
- Elisabeth Keesing, auteur, historica, letterkundige
- Rogier van Otterloo, dirigent en componist
- Bas Pollard, componist en dirigent
- Jacques Presser, hoogleraar geschiedenis en auteur
- Piet Reimer, conrector en rector Cartesius Lyceum
- Nico Schuyt, componist en dirigent
- Dirk Jan Struik, hoogleraar wiskunde en auteur
- Maarten Vermaseren, classicus en Mithras-kenner
- Jan Willem van Vugt, cartoonist
- Willem Wilmink, auteur en tekstschrijver
- Hajo Hindrik Zwager, letterkundige